# Phyllomedusa ecuatoriana
Phyllomedusa ecuatoriana är en groddjursart som beskrevs av David Cannatella 1982. Phyllomedusa ecuatoriana ingår i släktet Phyllomedusa och familjen lövgrodor. IUCN kategoriserar arten globalt som starkt hotad. Inga underarter finns listade i Catalogue of Life.